# Влияние извержения вулкана Эйяфьядлайёкюдль на международное авиасообщение

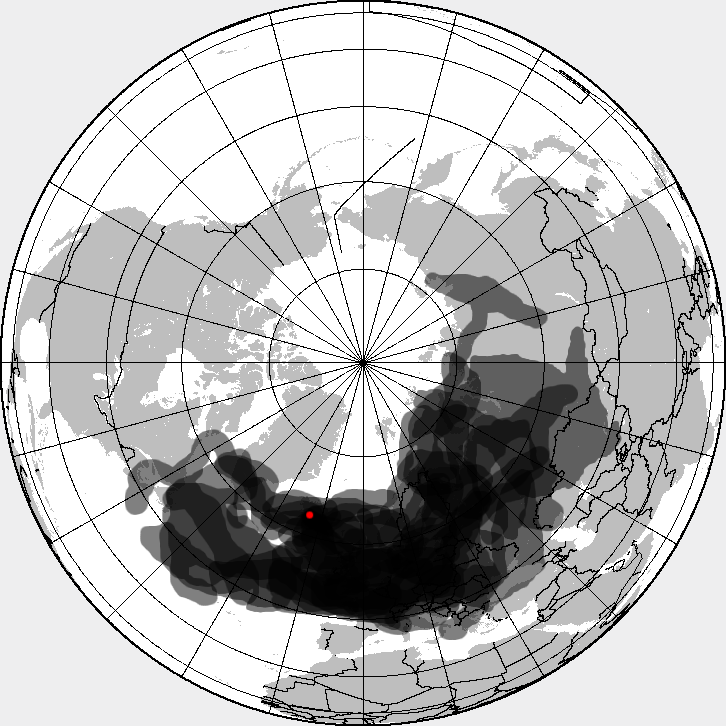
Распространение облака пепла 14—25 апреля 2010

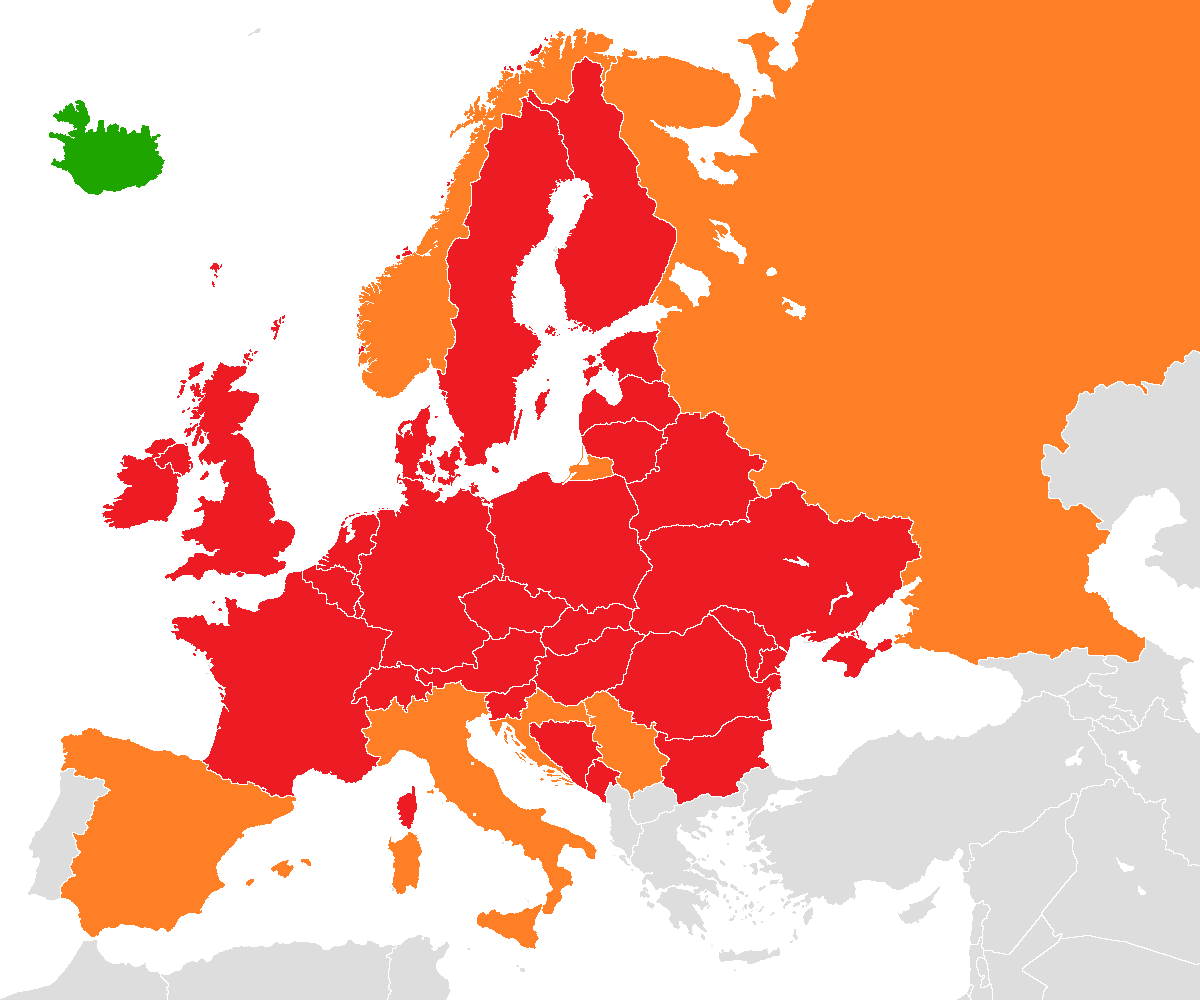
На схеме красным цветом обозначены страны с полностью закрытым для коммерческих полётов воздушным пространством на 18 апреля 2010 года. Оранжевым цветом обозначены страны с частичным ограничением на полёты коммерческой авиации

Второе извержение вулкана Эйяфьядлайёкюдль 14—20 апреля 2010 года привело к выбросу в атмосферу 0,25 км³ вулканического пепла, что привело к масштабному нарушению движения коммерческих авиарейсов по всей территории северной Европы.
В ходе извержения вулкана лавовые потоки быстро остужались ледниковыми массами. Вследствие этого в верхние слои атмосферы (до высоты 10,6 км) были выброшены образовавшиеся мелкие частицы стекла (кварца) и вулканического пепла, попадание которых в двигатель самолёта может привести к потере его мощности, остановке, либо к разрушению двигателя.
В целях безопасности 15 апреля 2010 года была остановлена работа всех аэропортов Великобритании. Задержки и дальнейшие отмены полётов существенно повлияли на выполнение регулярных рейсов в аэропорты Австрии, Бельгии, Боснии и Герцеговины, Великобритании, Венгрии, Германии, Дании, Ирландии, Исландии, Испании, Италии, Латвии, Литвы, Люксембурга, Молдовы, Нидерландов, Норвегии, Польши, Румынии, России, Словакии, Словении, Украины, Фарерских островов, Финляндии, Франции, Хорватии,
Чехии, Швейцарии, Швеции и Эстонии, при этом на несколько дней были закрыты все крупнейшие аэропорты Европы.
Повторно аэропорты закрывали в Ирландии и Шотландии 4 и 5 мая, в Испании, Португалии, Северной Италии, Австрии и Южной Германии 9 мая, Ирландии и Британии 16 мая.

## Извержение и авиатрафик
Информацию о движении облака вулканического пепла для служб гражданской авиации публикует лондонский Консультативный центр по вулканическому пеплу. На основании оперативной информации Центра авиационными властями той или иной страны принимаются решения о закрытии территории воздушного пространства и приостановке деятельности гражданских аэропортов. По состоянию на 06:00 по всемирному координированному времени (UTC) 17 апреля лондонский Консультативный центр не давал никаких прогнозов на улучшение ситуации, связанной с прохождением шлейфа вулканического пепла над территорией Европы.
По состоянию на 18 апреля 2010 года извержение вулкана стало причиной отмены более 63 тысяч авиарейсов. Специалисты разделили воздушное пространство над Европой на три зоны по степени концентрации пепла в воздухе. Первая полностью закрыта — это территория, близкая к вулкану. Вторая находится под особенно пристальным наблюдением. Третья полностью свободна от вулканической пыли.
Предыдущее извержение вулкана Эйяфьядлайёкюдль началось в 1821 году и длилось больше года. В нынешнем извержении специалисты геофизической службы Исландии прогнозируют сопоставимые с 1821 годом объёмы выброса пепла, поэтому дальнейшее влияние природной стихии на авиационные перевозки Европы будет зависеть главным образом от погодных условий и в первую очередь от направления воздушных потоков в атмосфере.

## Полемика о реальной опасности для самолётов
По словам генерального директора Транспортной организации ЕС Матиаса Рута, запрет на полёты был вызван компьютерной программой сомнительной научной ценности, которая моделирует распространение вулканического пепла. Он призвал руководителей ЕС рассмотреть возможность принятия правил безопасности, действующих в США. «По другую сторону Атлантики авиакомпаниям дали бы один совет — не летайте над вулканом. В остальном все необходимые меры предосторожности предоставили бы определять самим перевозчикам», — заявил Матиас Рут. По мнению норвежского летчика гражданской авиации Пера-Гуннара Стенсвога, закрытие воздушного пространства над Европой является «самой большой истерикой в нынешнем столетии».
Как заявил глава Международной ассоциации воздушного транспорта Джованни Бизиньяни, «Европейские правительства приняли решение, ни с кем не посоветовавшись и не оценив степень риска адекватно. Оно базируется на теоретических выкладках, а не на фактах».
Директор института глобального климата и экологии Росгидромета и РАН Юрий Израэль заявил, что «реальной опасности для самолетов облако пепла из исландского вулкана не представляет».
По мнению главы Росавиации Александра Нерадько, приостановление полётов из-за извержения исландского вулкана было элементом паники. «Мы никаких ограничений не вводили, понимая, что это больше относится к элементам паники, поскольку никакими инструментальными методами наличие пепла в воздухе не подтверждалось», — сказал он. Замминистра транспорта РФ Валерий Окулов заявил, что извержение вулкана не представляло «никакой реальной, фактической, физической угрозы для выполнения полетов по подавляющему большинству закрытых аэропортов».

## Влияние на авиационное сообщение в странах Европы
| Австрия              | 16 апреля в 18:00 по Гринвичу австрийская аэронавигационная служба Austro Control закрыла аэропорты в Вене, Линце, Зальцбурге и Инсбруке. Через три часа были закрыты ещё два аэропорта в городах Грац и Клагенфурт. Запрет на полёты над территорией Австрии действовал до 18 часов 18 апреля. |
| Беларусь             | 17 апреля власти Беларуси полностью закрыли воздушное пространство над территорией страны.. Группа Scorpions не смогла вылететь на запланированный на 20 апреля концерт в Минске. |
| Бельгия              | 15 апреля 2010 года в 14:30 UTC бельгийские власти прекратили полёты в воздушном пространстве страны. Полёты запрещены как минимум до 16 часов по Гринвичу 19 апреля. |
| Болгария             | В полдень по местному времени 18 апреля запрещены все полёты гражданской авиации в воздушном пространстве Болгарии и прекращена деятельность Аэропорта Варны. Тем не менее, спустя два часа возобновилась деятельность аэропортов в Софии и Пловдиве. |
| Босния и Герцеговина | Полёты над территорией Боснии и Герцоговины были прекращены в 8 часов утра местного времени (06:00 по всемирному координированному времени) 17 апреля. |
| Великобритания       | Первой страной в Европе, закрывшей 14 апреля в 4 часа утра по британскому летнему времени свои аэропорты из-за массового выброса вулканического пепла, оказалась Шотландия. Через 8 часов аналогичное распоряжение власти выпустили для остальной части Великобритании. 16 апреля в 14:45 по местному времени Национальная служба управления воздушным движением Великобритании (NATS) объявила о продлении запретов на полёты над Англией и Уэльсом как минимум до 13 часов следующих суток. В субботу 17 апреля NATS очередной раз продлила ограничение на полёты до 01:00 18 апреля. Планировавшаяся ранее (16 апреля) отмена распоряжения о закрытии воздушного пространства не была выпущена по причине продолжающегося ухудшения атмосферных условий. В тот же день были получены фотографии вулканического пепла на территории Шетландских островов. Полёты над Великобританией были остановлены вплоть до 12 часов по британскому летнему времени 19 апреля. «Daily Mail» процитировала официальное выступление пресс-секретаря Ассоциации туристических агентств Великобритании, заявившего, что по оценке Ассоциации в настоящий момент за границей находятся более миллиона британских граждан и, что «…Великобритания в ближайшее время может столкнуться с нехваткой свежих продуктов питания, которые поставляются в страну воздушным транспортом». Последним регулярным рейсом перед прекращением полётов над территорией Великобритании стал рейс авиакомпании Thomson Airways из Аэропорта Кардифф в Международный аэропорт Шарм-эш-Шейх 14 апреля в 11:25 по британскому летнему времени. 16 апреля власти страны выдали разовое разрешение канадской магистральной авиакомпании Air Transat на выполнение рейса из Международного аэропорта Глазго в Международный аэропорт Торонто Пирсон. |
| Венгрия              | Воздушное пространство над Венгрией закрыто в 17 часов по Гринвичу 16 апреля. Запрет действовал как минимум до 10 часов утра по всемирному координированному времени 19 апреля. |
| Германия             | 16 апреля закрыты все международные аэропорты Германии. Деятельность аэропортов была остановлена как минимум до полудня по всемирному координированному времени 19 апреля. |
| Дания                | Воздушное пространство Дании закрыто 15 апреля в 16 часов по всемирному координированному времени, причём запрет на полёты продолжался как минимум оба выходных дня. Всю оперативную информацию предоставляла государственная компания по управлению воздушным движением страны Navair. Текущая метеорологическая ситуация и отмена коммерческого авиасообщения в стране негативным образом сказались на праздновании дня рождения датской королевы Маргрете II. К 16 апреля на торжественное мероприятие были приглашены несколько иностранных членов королевской семьи, которые не смогли прилететь в Данию из-за отсутствия авиарейсов. |
| Ирландия             | Дополнительную информацию по Северной Ирландии см. в секции о Великобритании. 15 апреля в начале суток Управление гражданской авиации Ирландии объявило о закрытии воздушного пространства страны. В 6 часов утра по местному времени (UTC+1) на радио в программе «Сегодня с Пэтом Кенни» официальный представитель Управления дублинским аэропортом Шивон Мур охарактеризовала сложившуюся ситуацию, как экстраординарную. К концу суток 16 апреля было открыто движение из аэропортов Корк, Шаннон и нескольких аэропортов регионального значения, при этом Международный аэропорт Дублина оставался закрытым вплоть до начала следующего дня и далее в связи с сообщением лондонского Консультативного центра по вулканическому пеплу о прохождении большого шлейфа вулканического пепла над восточным побережьем острова. Правительством Ирландии была сформирована рабочая группа по сложившейся чрезвычайной ситуации, куда вошли представители нескольких министерств страны. 16 апреля в 10 часов утра местного времени (UTC+1) воздушное пространство Ирландии было открыто для внутренних маршрутов, возобновились трансатлантические рейсы из Дублинского международного аэропорта. Движение на восток и в аэропорты континентальной Европы при этом не возобновлялось. 17 апреля в связи со значительным ухудшением обстановки, всё воздушное пространство Ирландии было вновь закрыто для полётов всех коммерческих авиакомпаний. Запрет действует как минимум до 13 часов местного времени 19 апреля и следующее оповещение было опубликовано 19 апреля в 9 часов утра. |
| Италия               | Вечером 16 апреля распоряжением Министерства гражданской авиации Италии было запрещено движение воздушных судов над территорией Северной Италии за исключением самолётов, следующих на высоте 10 668 метров и выше. Запрет сначала действовал 17 апреля с 6 до 14 часов местного времени (UTC+02), затем был продлён до 20 часов этих же суток и далее до 8 утра по местному времени 19 апреля. В течение 17 апреля из Международного аэропорта имени Леонардо да Винчи и Аэропорта Рим-Чампино было отменено более 198 рейсов, 206 регулярных рейсов отменены в миланском аэропорту Мальпенса, 111 — в Аэропорту Линате, 71 рейс отменён в Международном аэропорту Неаполя и 43 рейса — в Аэропорту Катании Фонтанаросса. |
| Кения                | В Кении временно лишились работы тысячи людей, работавших на сборке цветов и фруктов. Крупнейшая в стране компания Kenya Flower Council сообщила о потере более 3 тысяч тонн свежей цветочной продукции из-за отсутствия авиасообщения с Европой. Официальные представители Ассоциации экспортёров Кении охарактеризовали сложившуюся ситуацию как «катастрофическую». |
| Косово               | 18 апреля в 00:00 местного времени (UTC+2) прекращены полёты над территорией Косово и закрыт Международный аэропорт Приштины. Ограничения на полёты коммерческой авиации отменены 18 апреля в 14 часов по местному времени. |
| Латвия               | 15 апреля отменены 22 рейса из Рижского международного аэропорта и затем, в 21 час по Гринвичу запрещены все полёты над территорией страны. Воздушное пространство страны было закрыто как минимум до 22 апреля. |
| Люксембург           | 16 апреля был закрыт главный авиаузел страны — Международный аэропорт Люксембурга. Запрет на полёты коммерческой авиации действовал как минимум до вечера 19 апреля. |
| Молдова              | Воздушное пространство Молдовы было закрыто в полдень 16 апреля. |
| Нидерланды           | Воздушное пространство Нидерландов было закрыто в 17 часов по Гринвичу 15 апреля. Следующая информация была опубликована в 14 часов 19 апреля. |
| Норвегия             | 14 апреля были прекращены все полёты над территорией Норвегии. Некоторое время спустя в районах, наименее подвергшихся воздействию шлейфа вулканического пепла, были открыты аэропорты Нур-Трёнделага, Нурланна, Тромса и Финнмарка. Деятельность аэропорта в Тронхейме возобновлялась на шесть часов, после чего также была прекращена. «Тронхейм» и три других крупнейших аэропортов страны в Осло, Бергене и Саннефьорде/Ставангере закрыты властями вплоть до 13 часов по Гринвичу 17 апреля с возможными дальнейшими ограничениями. С введением запрета на полёты над территорией Норвегии прекратил свою деятельность 21-й отряд поисково-спасательной службы и мобильной службы скорой медицинской помощи (санитарная авиация), использующих для своего передвижения вертолётный транспорт. Представители министерства здравоохранения страны заявили о том, то «возникшие проблемы являются беспрецедентными в истории современного периода» и что для компенсации отсутствия «воздушного транспорта из городов на север страны отправлены автомобили скорой помощи с бригадами медицинского персонала». |
| Польша               | Польские власти запретили любые полёты в северной части страны 15 апреля в 18 часов по Гринвичу. В начале следующих суток запрет распространился на всю территорию Польши. 18 апреля прошли похороны президента Польши Леха Качиньского, его супруги Марии и других пассажиров, погибших в крушении Ту-154М в Смоленске. Члены семьи Качиньских выступили против переноса похоронной церемонии, несмотря на то, что ряд иностранных представителей не смогли принять в ней участие из-за парализованного воздушного движения в Европе. На похороны не приехали президент США Барак Обама, король Испании Хуан Карлос, король Швеции Карл XVI Густав, принц Чарльз, премьер-министр Южной Кореи Чон Ун Чхан, президент Турции Абдулла Гюль, президент Финляндии Тарья Халонен, премьер-министр Испании Хуан Родригес Сапатеро, премьер-министр Канады Стивен Харпер и ряд других высокопоставленых лиц. |
| Румыния              | Румыния закрыла воздушное пространство северо-западной части страны 17 апреля в начале суток по местному времени (UTC+3). Прекращена деятельность Международного аэропорта Орадя, Международного аэропорта Сату-Маре, Аэропорта Бая-Маре, Международного аэропорта Клуж-Напока, Международного аэропорта Сибиу и Международного аэропорта имени Траяна Виу. Также были закрыты оба аэропорта Бухареста. Запрет на полёты в воздушном пространстве Румынии действовали как минимум до полудня по местному времени 19 апреля. |
| Сербия               | Службы воздушного движения Сербии и Черногории 17 апреля в 14 часов по Гринвичу объявили о запрете полётов над обеими странами, частью международных вод Адриатического моря и северной частью Боснии и Герцеговины. |
| Словакия             | Воздушная зона Словакии закрыта 16 апреля в 15 часов по Гринвичу. |
| Словения             | Облако вулканического пепла появилось над территорией Словении вечером 16 апреля. Министерство транспорта страны в 6 часов утра местного времени (UTC+1) частично закрыло зону воздушного движения к северу от 46-й параллели и до эшелона следования самолётов в 10 800 метров. Ограничения полётов сначала действовали до 7 часов утра местного времени 18 апреля, а затем продлены вплоть до 20 апреля. |
| Украина              | 17 апреля в начале суток по местному времени (UTC+3) Министерство транспорта и связи Украины закрыло воздушное пространство над большей частью территории страны. До 15 часов местного времени работали только аэропорты в южной части Украины; самолёты, следовавшие из Египта и Таиланда в Международный аэропорт Борисполь направлялись в Международный аэропорт Симферополь. После 15 часов 17 апреля прекращено всё воздушное движение над территорией Украины. 18 апреля полеты были возвращены во все страны, кроме стран Европы, минимум до 19:20. |
| Фарерские острова    | Полёты над территорией были закрыты. |
| Финляндия            | Финляндия закрыла воздушное пространство 16 апреля в 03:00 местного времени (UTC+3), полёты были разрешены только над восточной частью страны. |
| Франция              | 15 апреля в 23:00 местного времени (UTC+2) закрыты 24 аэропорта Франции, включая крупнейший в стране Международный аэропорт имени Шарля де Голля. На следующий день Управление гражданской авиации Франции распространило запрет на полёты из 35 аэропортов страны предварительно до 8 часов по местному времени 19 апреля. Оба главных аэропорта Парижа закрыты до 8 часов утра по местному времени 20 апреля. |
| Хорватия             | 17 апреля в 02:00 по центральноевропейскому времени закрыто воздушное пространство над северной территорией Хорватии и остановлена деятельность Международного аэропорта Загреб. Спустя шесть часов также закрыты аэропорт Пула, аэропорт Риека, Международный аэропорт Задар и аэропорт Лошинь. |
| Чехия                | Облако вулканического пепла достигло северной части Чехии 15 апреля примерно в 22 часа по центральноевропейскому времени. В начале следующих суток были закрыты северная и восточная часть воздушного пространства страны, при этом практически все рейсы были отправлены в аэропорт Брно-Туржаны в Моравии. 16 апреля только из пражского аэропорта Рузине было отменено более 400 авиарейсов. |
| Швеция               | 15 апреля в 20 часов по Гринвичу запрещены полёты в воздушном пространстве Швеции. Вся информация в оперативном режиме размещалась на сайте www.lfv.se. 18 апреля в 16:45 по центральноевропейскому летнему времени была открыта воздушная территория к северу от Сёдерхамна. |
| Черногория           | Службы воздушного движения Сербии и Черногории 17 апреля в 14 часов по Гринвичу объявили о запрете полётов над обеими странами, частью международных вод Адриатического моря и северной частью Боснии и Герцеговины. |
| Эстония              | 15 апреля отменены рейсы авиакомпании Estonian Air из Таллинского аэропорта имени Леннарта Мери в Осло, Копенгаген и Лондон по причине прекращения воздушного движения в Норвегии, Дании и Великобритании. Облако пепла достигло территории Эстонии в ночь на 16 апреля, поэтому были отменены все остальные рейсы из аэропортов, за исключением рейса авиакомпании Lufthansa в Мюнхен. Вылет этого рейса несколько раз откладывали и позже всё равно отменили. Деятельность Таллинского аэропорта имени Леннарта Мери была прекращена как минимум до 12 часов местного времени (UTC+3) 19 апреля. |

## Влияние на железнодорожные перевозки
В связи с проблемами в воздушном сообщении между Евросоюзом и Россией из-за активности исландского вулкана, российская «Федеральная пассажирская компания» (ФПК) назначила дополнительные вагоны к ряду международных поездов из Москвы и Санкт-Петербурга. С 16 по 18 апреля 2010 года ФПК перевезла дополнительно около 3 тыс. пассажиров.